# 塩茹で
塩茹で（しおゆで）とは調理法のひとつで、湯または水に塩を入れ、食材を茹でること。
葉もの野菜などは、沸騰した湯に少量の塩を入れることで沸点が上がり、湯の温度を下げることもなく、色良く茹で上げることができる。
根菜等は水から塩を入れて茹でることで、均一に下味をつけることができる。一部の野菜は塩を入れて茹でると、茹で上がった時にかたくなったり、皺がよったりする。